# كلاوس ثييس
كلاوس ثييس (بالألمانية: Klaus Theiss)‏ هو لاعب كرة قدم ألماني في مركز قشاش، ولد في 9 يوليو 1963 في ناغولد في ألمانيا. لعب مع آينتراخت فرانكفورت وتنس بوروسيا برلين ونادي كارلسروه ونادي هامبورغ 08 ونادي هامبورغ.

## وصلات خارجية
- كلاوس ثييس على موقع قاعدة بيانات كرة القدم.إي يو (الإنجليزية)
- كلاوس ثييس على موقع بيانات كرة القدم. دي إي (الألمانية)